# 貝厄德 (特拉華州)
貝厄德（英語：Bayard）是位於美國特拉華州蘇塞克斯縣的一個非建制地區。該地的面積和人口皆未知。

## 地理
貝厄德的座標為38°30′01″N 75°07′54″W / 38.50028°N 75.13167°W，而該地的平均海拔高度為5米（即16英尺）。